# The Boy Next Door (2015)
The Boy Next Door is een Amerikaanse erotische thriller uit 2015, geregisseerd door Rob Cohen.

## Verhaal
Claire is een lerares die gaat scheiden van haar man omdat hij haar belazerd heeft met een geheime affaire. Hierdoor verhuist ze met haar zoon Kevin naar een nieuwe buurt. Daar ontmoet ze de 20-jarige buurjongen Noah die bij zijn oom woont nadat zijn ouders bij een verkeersongeval zijn omgekomen. Claire raakt bevriend met de buurjongen en op een avond hebben ze seks. De volgende morgen maakt ze haar excuses, ze heeft zich laten meeslepen, en zal dit niet herhalen. Vervolgens blijkt hij een psychopaat te zijn die haar steeds meer terroriseert, en ook moordlustig wordt.

## Rolverdeling
| Acteur            | Personage        | Opmerkingen     |
| ----------------- | ---------------- | --------------- |
| Jennifer Lopez    | Claire Peterson  | protagoniste    |
| Ryan Guzman       | Noah Sandborn    |                 |
| Ian Nelson        | Kevin Peterson   | Claires zoon    |
| John Corbett      | Garrett Peterson | Claires ex-man  |
| Kristin Chenoweth | Vicky Lansing    | onderdirectrice |
| Lexi Atkins       | Allie Callahn    |                 |
| Hill Harper       | Edward Warren    | schooldirecteur |
| Jack Wallace      | Mr. Sandborn     | Noah's oom      |
| Adam Hicks        | Jason Zimmer     |                 |
| François Chau     | Johnny Chou      | detective       |
| Bailey Chase      | Benny            |                 |